# Crimson Avenger
Crimson Avenger (Vengador Carmesí en español) es el nombre de tres superhéroes que existen en el Universo de DC Comics.

## Biografía Ficticia

### Lee Walter Travis
El Crimson Avenger original hizo su primera aparición en la revista Detective Comics número 20 (octubre de 1938). Era un empresario de medios millonario llamado Walter Lee Travis que asumió esa identidad para combatir a la delincuencia y injusticias.
Travis al comienzo utilizaba una gabardina roja, un sombrero clásico y una máscara roja. Excepto por el color, era visualmente similar a The Shadow. Tenía un chofer que además era su compañero de aventuras, y usaba un arma de gases para dominar a los criminales, todo similar a El Avispón Verde y Kato. Luego, cuando los superhéroes comenzaron a ser más populares que los vigilantes disfrazados, su traje fue cambiado a un traje de superhéroe más estándar, que consistía en mallas rojas, botas y pantalón amarillos, y una cresta, y un símbolo de "sol" en el pecho que recientemente se estableció que representaba un agujero de bala.
En una historia publicada en Golden Age Secret Files (febrero de 2001) que contaba con retrocontinuidad su origen, se relata que Travis fue entrenado en combate mano a mano en Nanda Parbat . Mientras estaba allí pudo ver el futuro y visualizó a un "héroe sin nombre" (Superman) y su muerte a manos de un monstruo (Doomsday). Esto lo inspiró a regresar a Estados Unidos para combatir el crimen, primero frente a un periódico incorruptible y luego como héroe enmascarado.
En su identidad oculta, Travis utilizaba tanto pistolas convencionales como también una pistola especial que liberaba una cortina de humo de color rojo.
Años después murió rescatando a su ciudad de un crucero cargado de explosivos a punto de estallar en el puerto. Luego de convencer a la tripulación deabandonar el barco, piloteó la nave a una distancia segura.
La Liga de la Justicia de América siempre tiene presente una versión de su primer traje cuando inician nuevos miembros como un homenaje a Crimson Avenger como el primer luchador enmascarado del mundo.

### Albert Elwood
Albert Elwood hizo una sola aparición como Crimson Avenger en World's Finest Comics número 131 (febrero de 1963), en una historia titulada "The Mystery of the Crimson Avenger". Era un excéntrico inventor que adoptó el disfraz para intentar ayudar a Superman, Batman y Robin a evitar los robos de una pandilla. Después de que uno de los miembros de la banda tomara también la identidad de Crimson Avenger para confundir a los héroes, Elwood los ayudó a capturarlos y se retiró inmediatamente de la lucha contra el crimen. Elwood tenía varios artefactos, pero sus esfuerzos para combatir el crimen probaron ser contraproducentes, y fue más un obstáculo que una ayuda. Dijo que «tomé el nombre de un antiguo vigilante», haciendo mención así al por entonces ya largamente difunto Crimson Avenger. Tras introducción del multiverso de DC Comics en la década de 1960, se explicó que el Crimson Avenger original (Lee Travis) vivió en Tierra-Dos, aunque la Tierra de Albert Elwood nunca se especificó.

### Jill Carlyle
Otro Crimson Avenger ha aparecido más recientemente. Este personaje, así como El Diablo, es una especie de Espíritu de Venganza menor. Ella es una mujer afroamericana que posee el poder de teletransportación e intangibilidad. En una secuencia en retrospectiva se vio que ella estudiaba leyes pero aparentemente perdió un caso en la que el defendido era claramente culpable. Obtuvo un par de pistolas Colt que originalmente pertenecían al primer Crimson Avenger y las usa para exigir venganza. Esas armas están malditas de tal forma que si el poseedor no las utiliza para hacer vengar, él o ella estarán condenados a buscar y matar a aquellos que hayan tomado una vida inocente. Como parte de la maldición, un agujero de bala sangrante aparece en su pecho.
Cuando obtiene una nueva "asignación", ella revive mentalmente la muerte de la víctima y entonces es transportada a su lugar de entierro. Allí, obtiene los recuerdos y habilidades de aquellos a quienes tiene que vengar. Sus armas nunca fallan el objetivo, nunca queda sin municiones y no tienen gatillos. Las balas pueden penetrar cualquier substancia y pueden herir a héroes invulnerables como Superman y Power Girl, así como también el armazón blindado del Capitán Átomo. Las armas en apariencia tienen mente propia ya que ella a veces habla de tener que contenerlas para que no hieran a los que se interpongan entre ellas y su objetivo. Su intangibilidad no funciona con sus propias armas u otras fuerzas mágicas. Hasta el momento en que la maldición deje de tener efecto ella aparentemente es inmortal. Cierta vez intentó suicidarse con sus propias armas, pero esto solo hizo que se terminara su "asignación" actual y comenzara la siguiente.
Ella fue miembro de la Sociedad de la Justicia de América durante la historia "Stealing Thunder", durante un tiempo en el que el grupo estaba corto de héroes luego de que Ultra-Humanidad usara el Rayo de Johnny Thunder para tomar control del planeta, y su misión fue vengar la muerte de Lee Travis, revelando así que la explosión que lo mató fue provocada por Ultra-Humanidad. Luego regresó en JSA números 52 y 53, rastreando a Wildcat por haber armado las pruebas para inculpar de un crimen que no cometió a un hombre llamado Charles Durham, para luego enterarse de que Wildcat lo inculpó a Durham de un crimen que no cometió porque no pudo encontrar pruebas de uno que si efectivamente cometió. Dándose cuenta de que no siempre era contactada por los espíritus de inocentes, la Vengadora intenta escapar de su deber suicidándose ya que ya había tomado dos de las nueve vidas de Wildcat y por lo tanto ya había sido castigado por su 'crimen', pero lo que logró fue trasladarse hacia su siguiente objetivo.
A pesar de ser atacada por El Espectro en un número de JSA de 2005, Crimson Avenger fue vista en la penitenciaría Blackgate, peleando contra internos intentando escapar en el especial Villains United: Infinite Crisis Special. Crimson Avenger aparecería luego en una azotea junto a Vigilante y Wild Dog durante la Batalla de Metrópolis en la miniserie Crisis Infinita, disparando contra Trigger Twins, los Madmen y Spellbinder. Ella es una de las docenas de héroes y villanos raptados por extraterrestres en Action Comics números 842 y 843. Otros héroes los liberan y puede verse a Vigilante peleando contra las fuerzas de seguridad.
Tiempo después se la vio atacar al supervillano llamado Catalyst luego de que Prometheus enviara a supercriminales a atacar a los héroes mundiales al azar para distraerlos de su plan principal.
Aunque aún no queda claro si realmente es así, a esta versión de Crimson Avenger se la generalmente se la conoce como Jill Carlyle, un nombre tomado de la tumba de una víctima que el personaje vengó en una de las primeras apariciones. Luego del reinicio de la línea de superhéroes de DC Comics en 2011, un personaje con características similares apareció en la serie Earth-2 con el nombre Lee Travis.

## Versiones Alternativas
- En Kingdom Come, Alex Ross mostró al personaje como un demonio gigante prisionero en el Gulag. Nombrado como "King Crimson" como un guiño a la banda del mismo nombre, su apariencia tiene que ver más con su etapa de superhéroe que la de su época inicial.

Además, en las páginas de L.E.G.I.O.N., Garv asume una identidad enmascarada luego de renunciar al equipo, haciéndose llamar Crimson Avenger. Deja de usar esa identidad al volver al equipo hacia el final de la serie.
- En Blue Griffin Comics, un emprendimiento de historietas de corta duración, el precursor de los superhéroes iba a ser llamado Crimson Avenger. Su vestimenta estaba basada en el típico estilo de superhéroes con brillantes botas rojas, guantes, pantalón corto y capa; mientras que el resto de su equipo y máscara estaban coloreadas en una gama de rojo oscuro. Utilizaba una "C" en el pecho y podía manipular energía de forma similar a los anillos de los Linterna Verde, aunque no transformaba energía en objetos.

## Apariciones en otros medios
- Crimson Avenger (Lee Travis) es un miembro de la Liga de la Justicia en la serie Liga de la Justicia Ilimitada y tiene varias apariciones cortas, aunque sin hablar aparte de un papel menor en el episodio "This Little Piggy", donde su voz es la de Kevin Conroy (la voz de Batman). También aparece en el episodio "Patriot Act" como uno de los refuerzos enviados para ayudar a Flecha Verde. 
  - La encarnación de Lee Travis del Crimson Avenger aparece en el cómic Justice League Adventures.
- La encarnación de Lee Travis del Crimson Avenger aparece en una fotografía representada en el episodio de Stargirl, "Brainwave".
- En la historieta The League of Extraordinary Gentlemen: Black Dossier, se menciona que Crimson Avenger se reunió con Allan Quatermain y Mina Murray durante el autoexilio de estos durante los años del gobierno socialista inglés en Bretaña.